# Richard Vincent
Pour les articles homonymes, voir Vincent.
Richard Vincent (né le 9 mars 1969), est un dramaturge, metteur en scène et scénariste anglais.

## Biographie
Vincent reçoit une formation d'acteur au Drama Center de Londres. Sa première pièce, Off the Bone, a été jouée au Courtyard Theatre en 1994. Real Estate a été choisie pour être jouée au Festival International de 1994 au Warehouse Theatre Croydon. Elle a été produite au Teatro Colosseo à Rome et un film en a été tiré sur un scénario de Granada Film.
Vincent bénéficie d'une relation continue avec le Warehouse Theatre : ses pièces Happy Glorious et Skin Deep y ont été produites et il est le directeur adjoint et chef de leur atelier d'écrivains. Vincent a aussi une relation étroite avec l'organisation Youth Theatre Croydon (CYTO), où il est professeur, metteur en scène et directeur artistique. Vincent a rencontré sa femme, Kathryn, au CYTO.
En 2005, CYTO célèbre son 40e anniversaire avec une production de Vincent, Ruby, spécialement écrite pour l'occasion et qu'il co-réalise également.
La pièce de Vincent intitulée The Lost a été diffusée sur la BBC Radio 4 avec en vedette Bob Peck. Il a également écrit pour la filière théâtre de la BBC la pièce intitulée Casualty, ainsi que plusieurs scénarios pour le UK Film Council (Conseil du Film britannique), dont celui d'un film d'animation long-métrage, Fizzle.

## Pièces
- 1994 : Off the Bone, jouée pour la première fois au Courtyard Theatre, London
- 1994 : Real Estate (traduite Proprietà Privata en italien, 1995), jouée pour la première fois au Teatro Colosseo à Rome
- 1996 : These Things Stay
- 1998 : Sole, jouée pour la première fois au Bridewell Theatr de Londres
- The Lost, diffusée pour la première fois à la BBC Radio 4
- 1999 : Happy and Glorious, jouée pour la première fois au Warehouse Theatre de Londres
- 2002 : Skin Deep, jouée pour la première fois au Warehouse Theatre de Londres
- 2005 : Ruby, jouée pour la première fois CYTO, Shoestring Theatre, Londres